# Baryscapus bruchivorus
Baryscapus bruchivorus is een vliesvleugelig insect uit de familie Eulophidae. De wetenschappelijke naam is voor het eerst geldig gepubliceerd in 1942 door Gahan.